# Rue Cunin-Gridaine
Pour les articles homonymes, voir Cunin.
La rue Cunin-Gridaine est une voie du quartier des Arts-et-Métiers du 3e arrondissement de Paris, en France.

## Situation et accès
La rue Cunin-Gridaine est une voie publique située dans le 3e arrondissement de Paris. Elle débute au 47, rue de Turbigo et se termine au 252, rue Saint-Martin.

## Origine du nom

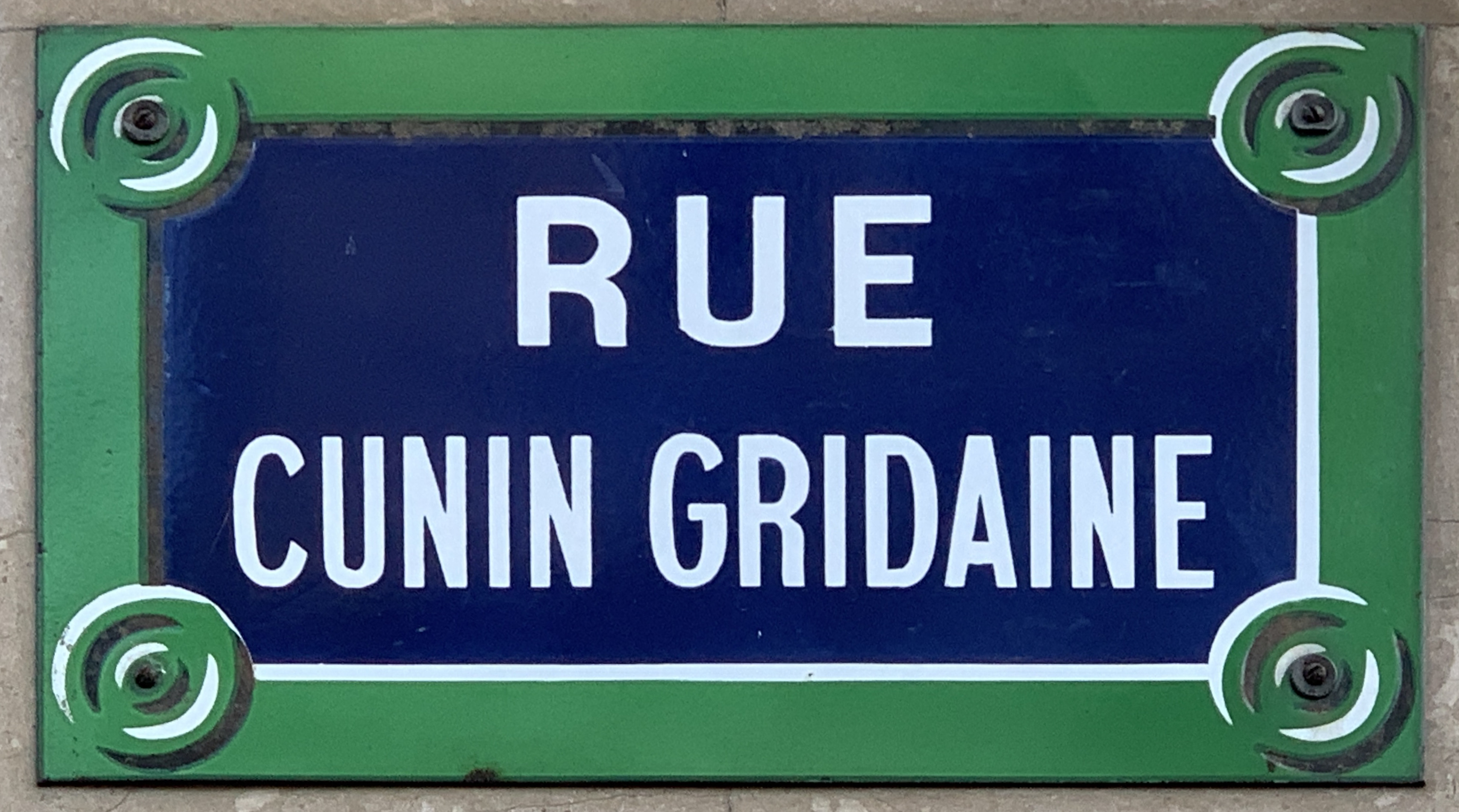
Plaque de la rue.

Elle porte le nom de Laurent Cunin-Gridaine (1778-1859), manufacturier et ministre du Commerce. Ce nom a été choisi du fait du voisinage de cette rue avec le Conservatoire des arts et métiers.

## Historique
Le décret de déclaration d'utilité publique signé le 23 août 1858 pour le percement de la rue de Turbigo prévoit également « le dégagement de l'église Saint-Nicolas-des-Champs, par l'ouverture d'une rue de dix-sept mètres de large, longeant le côté sud de cette église, entre la voie nouvelle et la rue Saint Martin. »
Cette nouvelle voie est située un peu plus au nord de la rue au Maire dont la section finale est alors supprimée,. 
Elle est nommée dix-ans plus tard rue Cunin-Gridaine. 
Décret du 10 août 1868
« Napoléon, etc., 

Sur le rapport de notre ministre secrétaire d’État au département de l'Intérieur,
Vu l'ordonnance du 10 juillet 1816 ;
vu les propositions de M. le préfet de la Seine ;
Avons décrété et décrétons ce qui suit :
Article 1. — La nouvelle voie au sud de l'église Saint-Nicolas-des-Champs prendra le nom de rue Cunin-Gridaine ;
etc.
Article 17. — Notre ministre secrétaire d'État au département de l'Intérieur est chargé de l'exécution du présent décret.
Fait au palais de Fontainebleau, le 10 août 1868 »

## Bâtiments remarquables et lieux de mémoire
- À l’intersection avec la rue de Turbigo se trouvait l’échelle de justice du prieuré Saint-Martin-des-Champs. Elle fut détruite lors d’un incendie provoqué par des fétards, sous le règne de Louis XV[5].

## Pour approfondir